# Der Ruf des Lebens
Der Ruf des Lebens ist ein Schauspiel in drei Akten von Arthur Schnitzler, das am 20. Februar 1906 in St. Petersburg uraufgeführt wurde. Vier Tage danach kam es im Lessingtheater in Berlin zur deutschsprachigen Erstaufführung. Am 27. Februar erschien der Text bei S. Fischer in Berlin. Der Autor hatte die Arbeit an dem Stück im September 1905 beendet  und es Hermann Bahr gewidmet.

## Zeit und Ort
Das Stück spielt in der Mitte des 19. Jahrhunderts in Österreich; der erste und zweite Akt in Wien, der dritte in einem niederösterreichischen Dorf.

## Inhalt
1
Die 26-jährige Marie Moser pflegt aufopferungsvoll und geduldig ihren bettlägerigen 79-jährigen Vater. Der böse alte Mann, ein Rittmeister a. D., schikaniert Marie und beharrt auf deren ständiger Anwesenheit im Krankenzimmer. Mehr als drei Jahre schon ist Marie kaum aus dem Haus gekommen. Vom Vater wird sie mehrfach beleidigt. An Verehrern fehlt es dem schönen Mädchen nicht. Da kommt der Forstadjunkt Eduard mit der Nachricht vorbei, er sei zum Oberförster im fernen Tauplitz ernannt worden. Der Witwer Moser gibt die Tochter, sein einziges Kind, keinesfalls her. Auch Marie schlägt ein gesichertes Eheleben an Eduards Seite in der Waldeinsamkeit des Forsthauses aus. Das junge Mädchen gesteht verzweifelt, der Antrag komme zu spät. Sie liebe einen Todgeweihten. Eduard zieht sich betroffen zurück.
Marie tritt ans Fenster. Die blauen Kürassiere ziehen vorbei. Es heißt, die jungen Soldaten zögen in eine Schlacht, aus der es keine Wiederkehr gäbe. Denn vor dreißig Jahren habe das Regiment eine Schuld auf sich geladen: Feigheit vor dem Feind. Deswegen habe damals das Heer eine Schlacht verloren. Das Regiment wolle nun jene Schuld mit dem Kampf bis auf den letzten Mann sühnen.
Der alte Moser gesteht seiner Tochter, er habe damals vor dreißig Jahren die Ehre seines Regiments, ebenjener blauen Kürassiere, befleckt. Als erster habe er kurz vor der Schlacht die Beherrschung verloren und eine Massenflucht verursacht. Marie vergiftet mit ärztlichem Beistand den eigenen Vater, ihren Peiniger und eilt zu dem todgeweihten Geliebten. Dieser junge Mann gehört der letzten Schwadron an, die am nächsten Morgen ins Feld reiten wird.
2
Der Todgeweihte, das ist der 27-jährige Leutnant Max, ein blauer Kürassier. Er verbrennt gerade Briefe seiner Geliebten Irene. Das ist die Ehefrau des Obersten. Der Oberst betritt das Zimmer seines Untergebenen Max. Der Vorgesetzte zeigt sich dem Leutnant gewogen; will ihn aus der Schusslinie nehmen. Max lehnt ab. Der Oberst geht und Marie kommt. Das Mädchen verbirgt sich aber hinter einem Vorhang, weil Irene erscheint. Irene, sehr begütert, gesteht Max noch einmal ihre brennende Liebe; will mit ihm in letzter Minute in den sonnigen Süden fliehen. Die Reise wurde von ihr minuziös vorbereitet. „Ich hasse dich, Irene!“ ruft Max. Trotzdem bleibt Irene dabei: Junge Männer werden auf dem Schlachtfeld ohne Sinn geopfert werden. Das seltsame Tête-à-tête wird empfindlich gestört. Der Oberst springt durchs Fenster herein und erschießt seine Frau. Nachdem der Mörder gegangen ist, tritt Marie totenblass und ruhig hinter dem Vorhang hervor. Nach der verblüffenden Wendung stellt Max dem Mädchen frei fortzugehen. Marie bleibt und verbringt mit dem Geliebten eine Nacht – seine letzte.
3
Max fällt. Von dem Regiment überlebt nur ein Einziger das Gemetzel an der Front. Marie sieht sich als Verbrecherin. Den eigenen Vater hat sie aus Egoismus umgebracht. Auf die Frage nach dem Warum gibt Marie zur Antwort, das Leben selbst, das ersehnte, das herrliche, hätte draußen vor der Tür nach ihr gerufen. Die eigene Seligkeit, die eigene Verzweiflung habe Marie in der nur einen Nacht durchlebt. Verzweifelt war Marie gewesen, weil sie für Max gemordet hatte und er darauf nicht mit ihr leben wollte, weil er trotz ihres inständigen Flehens einfach von ihr gegangen war, nur um sich umzubringen. Das Leben hat für Marie seinen Sinn verloren.  Dem getreuen Eduard, der mit einem neuerlichen Antrag vorspricht, kann Marie nur ihre Mordtat gestehen und ihm wiederum einen Korb geben. Die junge Frau erwägt den Dienst als Schwester beim Heer. Es geht das Gerücht, dass der Oberst das Regiment nicht aus Heroismus, sondern aus Liebeskummer nach seinem Eifersuchtsmord in den Tod getrieben habe.

## Rezeption
- Schnitzler greift auf den Entwurf der Novelle Die Vatermörderin aus dem Jahr 1898 zurück.[5]
- Der Titel sei eine Antiphrase[6], denn die Helden gehen dem Tod entgegen oder sterben sogar.
- Der Autor kritisiere in dem Stück den Militarismus.[7] Der Schluss erinnere an Florence Nightingale im Krimkrieg.[8] Die Wechselfälle des Lebens erscheinen in der vorgeführten Abfolge als ein wenig unwahrscheinlich.[9]
- Sprengel[10] kritisiert an Schnitzlers Dramatik das Krasse und das nahezu Triviale.
- Schnitzler hat 1920 ein Drehbuch nach dem Stück geschrieben. Es wurde nie verfilmt.[11][12]

### Sekundärliteratur
- Arthur Schnitzler: Jugend in Wien. Eine Autobiographie. Hg. Therese Nickl, Heinrich Schnitzler. Mit einem Nachwort von Friedrich Torberg. Fischer Taschenbuch. Frankfurt am Main 2006. 381 Seiten, ISBN 978-3-596-16852-1 (© Verlag Fritz Molden, Wien 1968)
- Michaela L. Perlmann: Arthur Schnitzler. Sammlung Metzler, Bd. 239. Stuttgart 1987. 195 Seiten, ISBN 3-476-10239-4
- Giuseppe Farese: Arthur Schnitzler. Ein Leben in Wien. 1862 - 1931. Aus dem Italienischen von Karin Krieger. C. H. Beck München 1999. 360 Seiten, ISBN 3-406-45292-2. Original: Arthur Schnitzler. Una vita a Vienna. 1862 - 1931. Mondadori Mailand 1997
- Peter Sprengel: Geschichte der deutschsprachigen Literatur 1900 - 1918. München 2004. 924 Seiten, ISBN 3-406-52178-9
- Gero von Wilpert: Lexikon der Weltliteratur. Deutsche Autoren A – Z. S. 555, rechte Spalte, 18. Z.v.u. Stuttgart 2004. 698 Seiten, ISBN 3-520-83704-8
- Claudia Wolf: Arthur Schnitzler und der Film. Bedeutung. Wahrnehmung. Beziehung. Umsetzung. Erfahrung. Dr. phil. Dissertation vom 2. August 2006, Universitätsverlag Karlsruhe (TH) 2006. 198 Seiten, ISBN 978-3-86644-058-6
- Jacques Le Rider: Arthur Schnitzler oder Die Wiener Belle Époque. Aus dem Französischen von Christian Winterhalter. Passagen Verlag Wien 2007. 242 Seiten, ISBN 978-3-85165-767-8